# Pål Christoffersen
Pål Christoffersen es un deportista noruego que compitió en vela en la clase Soling. Ganó una medalla de bronce en el Campeonato Europeo de Soling de 2004.

## Palmarés internacional
| Campeonato Europeo | Campeonato Europeo | Campeonato Europeo | Campeonato Europeo |
| Año                | Lugar              | Medalla            | Clase              |
| ------------------ | ------------------ | ------------------ | ------------------ |
| 2004               | Tønsberg (Noruega) | Medalla de bronce  | Soling             |